# 本山茂辰
本山茂辰（1525年—1564年），是日本戰國時代的土佐國武將。土佐七雄的本山氏當主，為本山茂宗之長子。

## 生涯
與土佐一條氏處敵對狀態，因此有與一條氏內通的土佐吉良氏便成為本山氏的攻擊目標。1540年，於吉良家當主吉良宣直出門至仁淀川狩獵時趁隙攻擊。本山氏將兵力分為兩隊，茂辰向城主不在的吉良峰城進行攻擊並攻陷，另一部隊則向仁淀川的吉良宣直攻擊並擊殺，土佐吉良氏就此滅亡。
1555年，父親茂宗死後繼承家業，並以朝倉城為主要據點。茂辰依舊與一條兼定處敵對狀態，2月25日攻陷高岡郡的蓮池城。但是隔年舅舅長宗我部國親卻突然舉起反旗，茂辰便開始與國親及其子長宗我部元親鬥爭。1560年5月於長濱之戰慘敗於長宗我部軍，6月失去浦戶城，茂辰只好於朝倉城籠城。之後元親攻陷朝倉城的諸多支城，1561年3月遭侵攻時再度敗北。
1562年9月，元親發動大規模的侵略行動，不過因為長子本山貞茂的活躍而勝利。但是本山軍的損傷還是很大，之後在長宗我部側的調略之下，麾下豪族紛紛離開。1563年1月10日，放棄朝倉城退往本山城。5月時茂辰一度想攻入岡豐以挽回，仍然敗北。1564年4月放棄本山城改往瓜生野繼續抗戰，期間病死，享年40歲。

## 長子貞茂的去落
之後茂辰的長男貞茂向長宗我部軍投降，成為元親長子長宗我部信親的家老，乃信親的得力助手，並獲元親授字改名為本山親茂。後與信親一同於戶次川之戰中戰死。